# Adolfo de Barros Cavalcanti de Albuquerque Lacerda
Adolfo de Barros Cavalcanti de Albuquerque Lacerda (Recife, 20 de janeiro de 1834 — Rio de Janeiro, 29 de maio de 1905) foi um político brasileiro.
Foi presidente das províncias do Amazonas, de 7 de abril de 1864 a 24 de agosto de 1865, Santa Catarina, de 16 de agosto de 1865 a 11 de junho de 1867 e de 9 de outubro de 1867 a 23 de maio de 1868, e de Pernambuco, de 20 de maio de 1878 a 18 de setembro de 1879.
Era filho de Emília Guilhermina Xavier Veloso e de Pedro Alexandrino de Barros Cavalcanti, primeiro conferente da Alfândega da Corte. Eram seus irmãos: Pedro, Alfredo e Henrique de Barros Cavalcanti de Lacerda. Neto materno de Uberta Arcângela Xavier Veloso e do cirurgião Matias Carneiro Leão e paterno de Bernarda Francisca da Conceição Cavalcanti de Lacerda e José de Barros Falcão de Lacerda Cavalcanti.